# ゲームポケコン
ゲームポケコン（正式名称はゲームポケットコンピュータ）は、エポック社が1984年に発売した携帯型ゲーム機。カセットビジョンのハンディ版をコンセプトに開発された。定価12,800円。

## 概要
日本の国産機としては初のロムカセットを採用した携帯ゲーム機であり、それまでの電子ゲームとは一線を画していた。液晶画面はモノクロ2階調で、コンピューターとしての性能はカセットビジョンを若干超える程度。名称に「ポケコン」とつくが、ポケットコンピュータとしての機能は有しておらずゲーム専用。カートリッジを挿さずに電源を入れると、パズルゲームやグラフィックツール機能が使用できた。
先見の明はあったが、当時の技術的な限界のために横幅が大きくならざるを得ず、ゲームボーイの約2.5倍の幅長は手軽に持ち運ぶには不便だった。また、ソフトも自社のみからの供給だったため種類は思うように増えず、結果短期間で市場から姿を消している。カートリッジ交換式の携帯ゲーム機が本格的に普及するのは任天堂が1989年に発売したゲームボーイからであり、世に出るのが早すぎた機種といえる。

## ハードウェア
左には十字キーに相当する丸型8方向キー、中央に画面、右に操作用ボタンという横型携帯ゲーム機としては一般的な配置を採用しているが、ボタンは4つ(STARTとSELECTを含めれば6つ)もあり、2ボタンが標準だった時代としては異例な多さだった。
従来の日本の携帯型ゲーム機はソフト内蔵式だったため、持っていた液晶画面はそのゲームだけに適したものということがほとんどだった。しかし、ゲームポケコンは多数のゲームで遊べるカセット交換式であることから、特定のゲームにだけ適した液晶を搭載することはできず、1台で様々なゲームに対応できるように、後のゲームボーイと同様なドットマトリクス液晶を採用した。ただしゲームボーイがモノクロ4階調なのに対し、本機は前述通りのモノクロ2階調である。画素数の少なさが示す通り画面は小さいが、正面からの視認性は当時としてはよかった（ゲームボーイより優秀だったという声もある）が斜めからは見え難かった。ヴォリュームコントロールは存在せず、サウンドON-OFFスイッチのみである。通信対戦機能や拡張端子も無く、1人プレイ専用で周辺機器等は専用ACアダプタ以外一切存在しない。
ロムカセットを差し込むスロットは本体右側にある。この正面（画面の右隣）には透明な窓があり、ここにカセットのラベルが来る構造になっていたため、どのゲームを使用しているのか正面から確認できる仕様であった。しかしこの構造は後の携帯ゲーム機には一切採用されることは無く、ゲームポケコンだけが持つ特徴であった。なお、ロムカセットの厚みはかなりのもので、先端部（端子とは反対側）はゲームポケコン本体と同じ厚みがあった。

## 仕様
- 使用電源 : 単3乾電池（4本）、もしくは専用ACアダプタ
  - 乾電池での公称駆動時間は30時間でゲームボーイと同一
- 画面解像度 : 横75 縦64
- CPU : μPD78C06AG（6MHz）
  - サウンド処理を兼任
- RAM : 128B（+2kB）
- 内蔵ROM : 4KB
- 本体重量 : 470 g（電池含む）[3]
- 消費電力 : 150 mA[3]

## ソフトウェア
ゲームソフトは5本しか発売されなかった。
- アストロボンバー - カセットビジョン用ソフト『アストロコマンド』の移植。
- ブロックメイズ - スーパーカセットビジョン用ソフト『パンチボーイ』に類似。
- ポケコン マージャン
- ポケコン リバーシ
- 倉庫番

### 本体内蔵
- パズルゲーム - 15パズルの3×4バージョン[2]。
- グラフィック機能[3] - セーブ手段は無い[2]。